# Halálos ítélet (film)
A Halálos ítélet (eredeti cím: Death Sentence) egy 2007-es amerikai akció-dráma, melyet James Wan rendezett Brian Garfield 1975-ös azonos című regénye alapján.  Az Amerikai Egyesült Államokban 2007. augusztus 31-én mutatták be, DVD-n 2008. január 8-án jelent meg.
A film főszereplője Kevin Bacon, mint Nick Hume, aki egyedül veszi kezébe az ügyet, miután fiát brutálisan meggyilkolja egy banda. A férfinak meg kell védenie családját, az ebből keletkező bosszú elől.

## Cselekmény
Nick Hume sikeres üzletember, aki Massachusettsben (Boston) él családjával. Feleségével, Helennel és két fiúkkal, Brendannal és Lucassal. Egy éjszaka, miután Nick és Brendan a jégkorong-mérkőzésről tartanak hazafelé, a fiú professzionális jégkorong játék lehetséges jövőjéről beszélnek, amit Kanadában valósíthat meg. Megállnak egy benzinkútnál tankolni a város rossz részében, majd egy benzinkút rablás során Joe Darley, az új bandatag machete-vel elvágja Brendan torkát. Nick a gengszterek felé rohan, lerántja Joe maszkját és meglátja az arcát, de Joe csak menekül, míg egy autó elgázolja. Nick azonnal elviszi Brendant a kórházba, de a fiú meghal. 

### Alternatív befejezés
A film bővített változatában Nick Hume belehal sérüléseibe.

## Szereposztás
| Szereplő               | Színész            | Magyar hang     |
| ---------------------- | ------------------ | --------------- |
| Nick Hume              | Kevin Bacon        | Epres Attila    |
| Billy Darley           | Garrett Hedlund    | Papucsek Vilmos |
| Helen Hume             | Kelly Preston      | Götz Anna       |
| Jessica Wallis nyomozó | Aisha Tyler        | Sági Tímea      |
| Bones Darley           | John Goodman       | Faragó András   |
| Joe Darley             | Matt O’Leary       | Hamvas Dániel   |
| Spink                  | Leigh Whannell     | Varga Rókus     |
| Brendan Hume           | Stuart Lafferty    | Szalay Csongor  |
| Lucas Hume             | Jordan Garrett     | Berkes Bence    |
| Bodie                  | Edi Gathegi        | Szokol Péter    |
| Baggy                  | Kanin Howell       | Kapácsy Miklós  |
| Heco                   | Hector Atreyu Ruiz | Maday Gábor     |